# Wonhyo
Wonhyŏ Daisa (en hangul, 원효) (Amnyang, Corea, 617 - Gyeongsan, Corea, 686) fue uno de los más importantes filósofos de su tiempo y un estudioso muy influyente cuyas obras han ejercido una gran influencia en una amplia gama de filósofos y escritores posteriores. Es considerado como el mayor pensador de su tiempo y un escritor prolífico, pues produjo casi 90 obras en vida, muchas de las cuales se conservan íntegras o parcialmente. Si bien es autor poco conocido en occidente, Wonhyo continúa siendo altamente estimado en Asia del Este y en Corea en particular. Su obra permanece tan influyente en los tiempos modernos como lo fue siglos atrás y durante su propia vida.

## Primeros años e iluminación
Poco se sabe de los primeros años de vida de Wonhyo. Nació en Amnyang (en la actual Corea del Sur) en una familia budista, pero no se sabe nada de ellos. Cuando era bastante joven, decidió ir a China a estudiar el budismo con los grandes maestros, y fue en este viaje que alcanzó su primera iluminación.
Según la famosa historia de Wonhyo, había recorrido un largo camino y estaba muy cansado y sediento al caer la noche. Encontró lo que él creía que era una cueva y se arrastró adentro. Mientras caminaba a tientas por el suelo, su mano tocó un tazón que estaba lleno de agua de lluvia, y bebió antes de irse a dormir. Cuando despertó a la mañana siguiente, descubrió que el «cuenco» era un cráneo en descomposición lleno de agua vieja, hojas en descomposición y gusanos y que había dormido en una tumba. Estaba tan disgustado que vomitó y comenzó a correr de la tumba - que fue cuando la iluminación llegó. Wonhyo se dio cuenta de que la horrible taza de la calavera era el mismo "tazón" que había estado tan feliz de encontrar lleno de agua la noche anterior, y la tumba era el mismo lugar de refugio que había estado tan agradecido de encontrar. No había ninguna diferencia en estas cosas; la única diferencia estaba en su percepción de estas cosas. Su interpretación del cráneo y la tumba los hacía "buenos" en la oscuridad y "malos" en la luz, pero nada había cambiado en cuanto a esos objetos. Esto lo llevó a su gran revelación de que "Pensar hace lo bueno y lo malo", lo cual significa que la percepción individual crea valores que la gente llama "buenos" o "malos", pero los objetos mismos no pueden ser ninguno.
Dándose cuenta de la importancia de su nuevo entendimiento, Wonhyo abandonó su viaje a China y volvió a casa. Se convirtió en un maestro y se dedicó a la iluminación de sus estudiantes, siempre siendo consciente de que él mismo era un estudiante y siempre estaba aprendiendo. El historiador John M. Koller comenta:

No sólo creó una filosofía budista coreana única, sino que también algunos de sus escritos llegaron a influir en los más grandes pensadores budistas en China y Japón. Su observación sobre su iluminación de que "todo es uno y éste está vacío" refleja lo que iba a ser el fundamento de su metafísica, es decir, el principio de la total interpenetración del todo. Su comentario de que "el pensamiento hace lo bueno y lo malo"... Refleja su opinión de que originalmente hay una mente, la ilusión y la iluminación sólo surgen dentro de la mente como resultado de pensamientos y sentimientos.
Koller, John M, Asian Philosophies (Pearson,NJ, 2007).

## Filosofía de Wonhyo
La experiencia de Wonhyo con el cráneo y la tumba le convenció de que el mundo de la percepción sensorial es una ilusión. Todo lo que pensamos que vemos está coloreado por nuestras percepciones, que hemos aprendido de los demás. Cuando aprendemos a mirar verdaderamente al mundo que nos rodea, sin estas percepciones aprendidas, reconocemos que todo es Uno y no hay distinciones ni diferencias entre personas u objetos. Todo procede de la «Mente Única», y todo lo que una persona experimenta es parte de esa Mente Única. El truco es reconocer esto y despertar a la existencia de la Mente Única y todo lo que significa, pero para hacer esto, primero hay que despertar.
La gente se siente tan cómoda con sus delirios de ensueño que no están dispuestos a dejarlos ir y suele aferrarse a ellos cuando se ven amenazados. Wonhyo trató de aliviar los temores de la gente escribiendo un tratado sobre el trabajo del filósofo Asvaghosa, despertar de la aspiración. Asvaghosa sintió lástima por la gente porque eran tan ciegos y sonsos, y trató de animarlos a buscar algo más importante que la búsqueda de comida y bebida y placer físico. El comentario de Wonhyo sobre el trabajo de Asvaghosa simplificó la enseñanza. Hizo hincapié en el vacío real del universo que no tiene "oscuridad" ni "luz" ni "vida" ni tampoco "muerte", sino que solo se tiene a sí mismo, lo que es, sin etiquetas.
La gente tiende a etiquetar las cosas, y tan pronto como lo hacen, afirman saber lo que son esas cosas y lo que significan, pero esas cosas aun teniendo una etiqueta nunca son lo que uno piensa que son. Uno piensa que uno tiene razón en las etiquetas de uno y luego encuentra a otras personas que están de acuerdo con las etiquetas de otro y la visión del mundo posterior, pero eso no significa que esas etiquetas sean correctas. Una vez que una persona ha despertado de la ilusión y la auto-satisfacción, entonces pueden reconocer la Mente de Uno y el hecho de que todas las cosas son una. Los seres humanos están aquí en este mundo para lograr este objetivo porque es solo aquí que uno se enfrenta con tantas tentaciones para ser extraviado, y así el brillo de la iluminación brilla más claramente una vez reconocido.

## Legado
La visión de Wonhyo afectó en gran medida al budismo coreano, y su influencia y repercutió aún más en China y Japón. Haciendo hincapié en el ideal de Buda de Uno y explicándolo tan claramente, Wonhyo fue capaz de hacer que el concepto de iluminación fuera más fácil de entender. La iluminación ya no era el objetivo sublime de un asceta o incluso un ideal, sino simplemente una forma de vivir una vida mejor y más pacífica. Al reconocer que todo es Uno, una persona sería liberada de la ilusión de los sentidos y podría dejar de actuar y reaccionar a las circunstancias de manera equivocada.
En este aspecto de su filosofía, la visión de Wonhyo es muy cercana a la de Platón, tal como se presenta en la alegoría de la caverna del Libro VII de su República: uno debe liberarse de la creencia en la realidad de las sombras en las paredes de la cueva antes de que uno pueda Ver los objetos verdaderos que están emitiendo esas sombras. Las enseñanzas de Wonhyo tocaron a muchas personas, pero, curiosamente, muchas instituciones religiosas que mantenían diferentes puntos de vista sobre el budismo se negaron a cooperar entre sí o comprometer sus prácticas. El propio Wonhyo dijo que si hubieran entendido la realidad del Uno, habrían reconocido que las diferencias religiosas son solo una etiqueta equivocada más que causa conflictos e impide la comprensión. Es la visión universal de Wonhyo sobre la humanidad como una gran familia la que a menudo resuena con los lectores en el día de hoy.
El TUL (forma) "Won-Hyo" de la Federación Internacional de Taekwondo, fue así denominado en honor a Wonhyo Daisa. Este TUL consiste en 28 movimientos y es el que se asigna a los estudiantes con categoría de cinta verde y se requiere conocer y ejecutar con perfección para acceder a la categoría de cinturón verde punta azul (5 gup)